# Movimento Democrático Brasileiro (1980)
Der Movimento Democrático Brasileiro (MDB, deutsch Brasilianische Demokratische Bewegung) ist eine politische Partei in Brasilien. Von 1980 bis 2017 führte sie den Namen Partido do Movimento Democrático Brasileiro (PMDB).
Der MDB hat keine klar definierte Ideologie, sondern vereint Politiker verschiedener politischer Ausrichtung. Sie positioniert sich in der politischen Mitte und versucht möglichst viele Wähler, unabhängig von deren politischen Ansichten, anzusprechen, ist also in politikwissenschaftlicher Sprache eine Catch-all-Partei.
Ungewöhnlicherweise beinhaltet sie seit 1985 auch die ehemalige linksextreme Guerillabewegung Movimento Revolucionário 8 de Outubro (MR-8). Der MDB hat bislang versucht, stets mit der jeweiligen Regierung zu kooperieren, egal von welcher Partei diese gestellt wird, und nicht in die Opposition zu gehen. So erhofft sie sich Berücksichtigung bei der Ämtervergabe und die Bereitstellung von lokalen öffentlichen Gütern in ihren Wahlkreisen im Austausch für die Zustimmung zur Regierungspolitik.

## Geschichte
Die Partei wurde am 15. Januar 1980 als PMDB gegründet und ging aus der 1966 gegründeten Partei Movimento Democrático Brasileiro (MDB) hervor. Diese war in der Zeit der Militärdiktatur ab 1965 die einzige zugelassene Opposition zur Regierungspartei Aliança Renovadora Nacional (ARENA) gewesen. 1979 wurden dann auch andere Parteien zugelassen, und der MDB wandelte sich in den PMDB um. Viele MDB-Politiker schlossen sich allerdings anderen nun legalen Parteien an. 1985 wurde Tancredo Neves von der PMDB durch das Wahlkollegium zum Präsidenten gewählt. Er konnte das Amt aufgrund einer tödlich verlaufenden Krankheit nicht antreten und der gewählte Vize, sein Parteifreund José Sarney, übernahm die Amtsgeschäfte. Sarney führte das Land bis 1990.
Bei den Wahlen zur Abgeordnetenkammer 2002 erzielte der PMDB 13,4 % der Stimmen und 74 der 513 Sitze, damit war sie drittstärkste Kraft hinter Partido dos Trabalhadores (PT) und Partido da Frente Liberal (PFL). Im Senat wurde sie mit 19 Sitzen und den größten Zugewinnen stärkste Kraft, gleichauf mit dem PFL. Bei den gleichzeitigen abgehaltenen Präsidentschaftswahlen stellte der PMDB mit Rita Camata die Kandidatin für das Amt des Vizepräsidenten im Wahlbündnis mit José Serra von den Sozialdemokraten. Dieser unterlag jedoch Lula da Silva von der sozialdemokratischen PT. In der ersten Amtszeit Lulas näherte sich der PMDB der Regierung an, Teile unterstützten diese in den Parlamentsabstimmungen.
Bei den Wahlen 2006 kam der PMDB auf 13,6 % und gewann 15 Abgeordnetensitze hinzu, im Senat verlor sie jedoch insgesamt 4. Es war damit stärkste Fraktion in der Abgeordnetenkammer. An den Präsidentschaftswahlen beteiligte es sich jedoch nicht, Teile der Partei unterstützten die Wiederwahl Lulas. Auch in der zweiten Amtsperiode Lulas war der PMDB an der Regierung beteiligt, mehrere ihrer Senatoren standen allerdings in Opposition zur Regierung.
Bei den Wahlen 2010 trat der PMDB für die Präsidentschaftswahl dem Wahlbündnis um Dilma Rousseff und der PT bei und stellte mit Michel Temer den Kandidaten für die Vizepräsidentschaft. Im Senat verteidigte der PMDB die Stellung als größte Fraktion und gewann zwei Mandate hinzu, in der Abgeordnetenkammer verlor es diese Stellung an die PT, da sie zehn Mandate verloren hatte.
Bei den Wahlen 2014 war der PMDB wieder Teil des PT-geführten Blocks, der die Wiederwahl von Dilma Rousseff unterstützte. In beiden Parlamentskammern musste die Partei Verluste hinnehmen, im Abgeordnetenhaus konnte sie 66 Sitze verteidigen (ein Verlust von 13 Sitzen), im Senat 18 (zwei weniger als zuvor). Der PMDB stellt jedoch weiterhin die größte Senats- und die zweitgrößte Kammerfraktion.
Ende März 2016 verließ der PMDB die Regierungskoalition mit der PT von Präsidentin Dilma Rousseff, der ein Amtsenthebungsverfahren drohte. Der Schritt des PMDB wird von einigen als eine Art „Staatsstreich“ angesehen, da durch die Amtsenthebung der PMDB-Vorsitzende und Vizepräsident Michel Temer Rousseff beerbt hat.
Der PMDB stellt die Gouverneure der Bundesstaaten Alagoas, Espírito Santo, Rio de Janeiro, Rio Grande do Sul, Rondônia, Sergipe und Tocantins.
Einer Aufstellung der Nichtregierungsorganisation Movimento de Combate à Corrupção Eleitoral (MCCE) zufolge war der PMDB hinter Democratas die Partei mit den zweitmeisten Korruptionsfällen zwischen 2000 und 2010. In dieser Zeit verloren landesweit 66 Politiker der Partei ihr Mandat wegen Korruptionsvorwürfen. So war sie unter anderem in den Bestechungsskandal Operation Lava Jato involviert.

## Prominente Mitglieder
- Roberto Dinamite (1954–2023), ehemaliger Fußballnationalspieler
- Pedro Novais (* 1930), ehemaliger Tourismusminister
- Luiz Fernando Pezão (* 1955), ehemaliger Gouverneur von Rio de Janeiro
- Michel Temer (* 1940), ehemaliger brasilianischer Präsident